# 제주극동방송
제주극동방송(濟州極東放送, Jeju Far East Broadcasting Company, 약칭 FEBC)은 개신교계 방송 중 하나로서, 대한민국 제주 전 지역의 민영 방송이다.

## 연혁

### 1970~1999
- 1970년 9월 20일 : 아세아방송(FEBC-Korea) 창립총회 조직
- 1971년 3월 29일 : 무선국 허가 / 전파관리국
- 1971년 12월 8일 : 재단법인 설립 허가 / 문화공보부 <초대 이사장 김형근, 집행이사 김장환>
- 1973년 6월 30일 : 개국 <주파수 : 1570kHz, 출력 : 250kW, 호출번호 : HLDA>, 방송언어 : 한국어, 중국어, 일본어, 러시아어
- 1975년 12월 8일 : 2대 이사장에 김장환(金章煥)목사 취임
- 1977년 1월 1일 : 극동방송(極東放送)과 공동 운영
- 1978년 11월 23일 : 주파수 변경 : 1570kHz → 1566kHz
- 1979년 4월 23일 : 재중 동포로부터 첫 편지 수령.
- 1980년 1월 1일 : 호출부호 변경 : HLDA → HLAZ
- 1980년 12월 13일 : 명칭변경 : 아세아방송국 → 아세아방송
- 1981년 4월 9일 : 미국 본사 FEBC 총재 로버트 보우만 박사 수교훈장 홍인장 수훈 ※ 극동방송·아세아방송이 공산권 선교에 기여한 공로 인정
- 1982년 9월 3일 : 사장 김장환 목사 국민훈장 동백장 수훈 ※ 국가발전 기여 공로 인정
- 1987년 9월 9일 : 제 14회 한국방송대상 라디오교양부문 우수 작품상 수상  <특집 다큐 “타시켄트 반세기”>
- 1992년 2월 22일 : 사장 김장환 목사 국민훈장 무국화장(1등급) 수훈 ※ 북방 선교가 중국 대륙의 민주화와 자유화에 기여 공적 인정
- 1994년 9월 14일 : 전속 어린이합창단 창단
- 1996년 4월 10일 : 전남 목포에 호남본부(스튜디오) 개설 및 방송 개시.
- 1997년 : 북한 성도로부터 첫 편지 수령
- 1997년 8월 8일 : 서귀포 삼매봉 FM 중계소 허가 / 제주체신청 <주파수 : 101.1MHz, 출력 : 90W, 호출부호 : HLAZ-FM>
- 1998년 1월 19일 : 서귀포 삼매봉 FM 중계소 개국 및 방송 실시

### 2000~
- 2001년 10월 1일: 극동방송의 아세아방송 합병에 따라 제주극동방송으로 개칭
- 2017년 10월 21일: 제주극동방송 제주시(북제주) FM 개국 <주파수 : 104.7MHz, 출력 : 1kW, 호출부호 : HLAZ-SFM>

## 방송 주파수
| 방송국       | 호출부호 | 송신소        | 주파수     | 출력  | 송신소 위치              | 개국일           |
| ------------ | -------- | ------------- | ---------- | ----- | ------------------------ | ---------------- |
| 제주극동방송 | HLAZ     | 애월 송신소   | AM 1566㎑  | 250㎾ | 제주시 애월읍 구엄리 444 | 1973년 6월 30일  |
| 제주극동방송 | HLAZ-SFM | 연동 송신소   | FM 104.7㎒ | 1㎾   | 제주시 연동              | 2017년 10월 21일 |
| 제주극동방송 | HLAZ-SFM | 삼매봉 중계소 | FM 101.1㎒ | 90W   | 서귀포시 서홍동 822-1    | 1997년 9월 3일   |

## 같이 보기
- KBS제주방송총국
- 제주MBC
- JIBS
- 제주CBS
- TBN 제주교통방송
- BBS 제주불교방송
- 제주국악방송
- 서귀포국악방송
- 국방FM
- 아리랑 라디오